# Macuahuitl

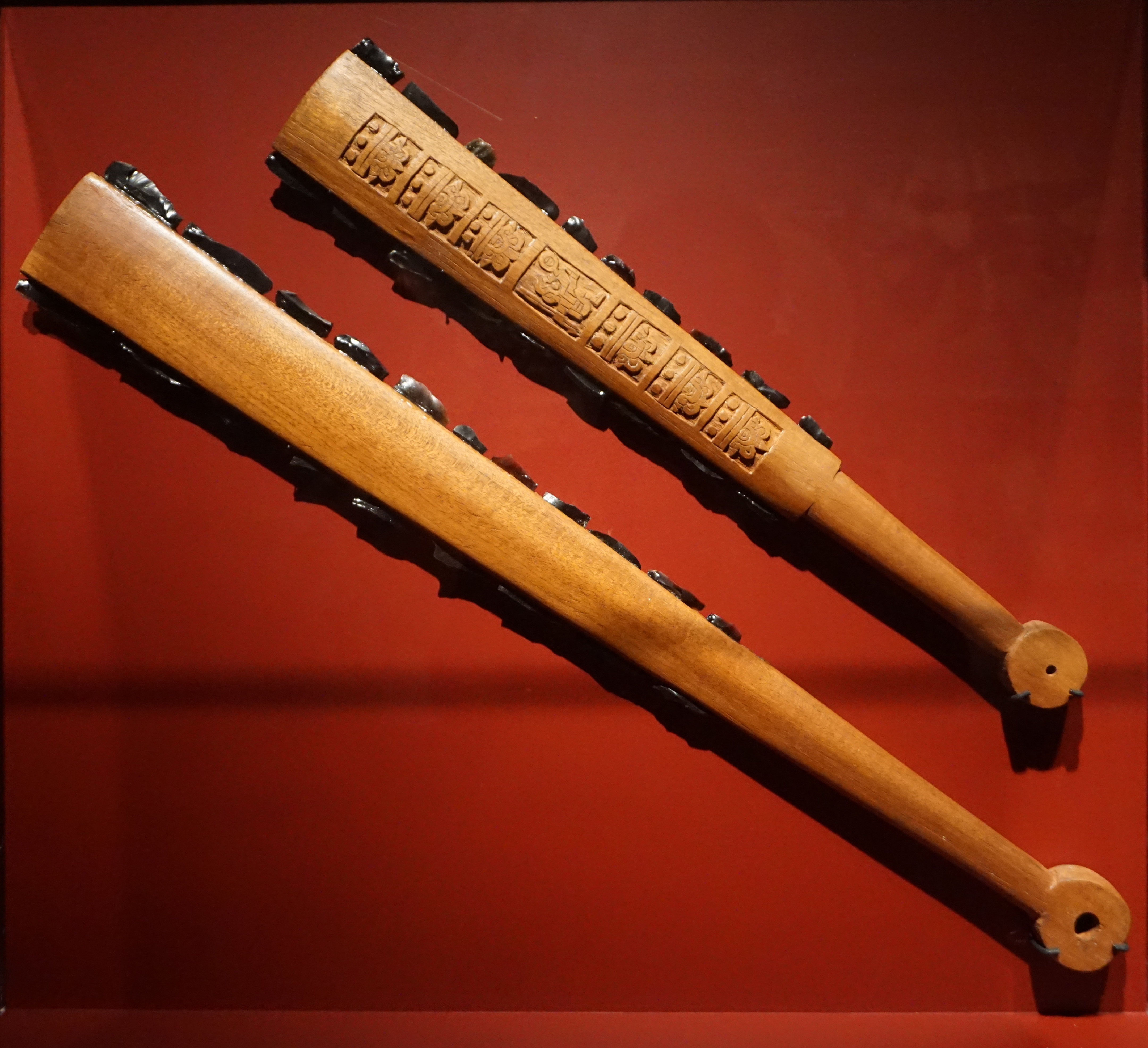
Två modern rekonstruktioner av macuahuitl

Macuahuitl (svenska: "handträ") är en svärdliknande vapen som användes av mesoamerikanska ursprungsfolk såsom azteker. Den gjordes av en planka (cirka 50-100 cm lång) som hade små fragment av obsidian på båda kanter. Dessa obsidianfragment kunde bytas vid behov och plankan kunde vara dekorerad. Vapnets exakta ursprung är oklart men likadana vapen har funnits bland mayafolk dock arkeologiska bevis på vapen börjar från sk. postklassiska perioden.
Macuahuitl har inte en direkt motsvar i andra kulturer utan det är ett ursprungligt mesoamerikanskt vapen. Att kalla macuahuitl för en svärd är problematiskt eftersom macuahuitl användes inte till att punktera utan bara hugga.
Det är också oklart hur stora skador man kunde göra med macuahuitl. Moderna test har kommit till den slutsats att fast skadorna kunde vara stora, var vapnet inte effektivt mot de spanska konkvistadorer. Då aztekerna gick till ett krig mot andra mesoamerikanska folkgrupper, var syftet att skada och fånga fienden istället för att döda.